# Заклади вищої освіти Тернопільської області
Заклади вищої освіти Тернопільської області

## Виші І-ІІ рівнів акредитації
| № з/л | Повна назва вишу                                                                            | Форма власності | Адреса                                                                         |
| ----- | ------------------------------------------------------------------------------------------- | --------------- | ------------------------------------------------------------------------------ |
| 1     | Гусятинський коледж Тернопільського національного технічного університету імені Івана Пулюя |                 | вул. Шевченка, 3, смт Гусятин, Тернопільська обл., 48201                       |
| 2     | Бучацький державний аграрний коледж                                                         |                 | вул. Чортківська, 51, м. Бучач, Тернопільська обл., 48400                      |
| 3     | Чортківське педагогічне училище імені Олександра Барвінського                               |                 | вул. Подільська, 41, м. Чортків, Тернопільська обл., 48500                     |
| 4     | Кременецький лісотехнічний коледж                                                           |                 | вул. Молодіжна, 1, с. Білокриниця, Кременецький р-н, Тернопільська обл., 47013 |
| 5     | Технічний коледж Тернопільського державного технічного університету ім. Івана Пулюя         |                 | вул. Тарнавського, 7, м. Тернопіль, Тернопільська обл., 46008                  |
| 6     | Борщівський агротехнічний коледж                                                            |                 | вул. Грушевського, 15, м. Борщів, Тернопільська обл., 48700                    |
| 7     | Чортківський державний медичний коледж                                                      |                 | вул. Гоголя, 7, м. Чортків, Тернопільська обл., 48500                          |
| 8     | Кременецьке медичне училище ім. А. Річинського                                              |                 | вул. Словацького, 12, м. Кременець, Тернопільська обл., 47000                  |
| 9     | Тернопільський комерційний технікум                                                         |                 | просп. С. Бандери, 73, м. Тернопіль, Тернопільська обл., 46011                 |
| 10    | Тернопільське обласне державне музичне училище ім. С. А. Крушельницької                     |                 | вул. Парашука, 4, м. Тернопіль, Тернопільська обл., 46008                      |
| 11    | Теребовлянське вище училище культури                                                        |                 | вул. Шевченка, 1, м. Теребовля, Тернопільська обл., 48100                      |
| 12    | Тернопільський кооперативний торговельно-економічний коледж                                 |                 | вул. Руська, 17, м. Тернопіль, Тернопільська обл., 46001                       |
| 13    | Тернопільська філія ПЗВО «Європейський університет»                                         |                 | просп. Степана Бандери, 83, м. Тернопіль, Тернопільська обл., 46011            |

## Виші ІІІ-IV рівнів акредитації
| № з/л | Повна назва вишу | Форма власності | Адреса |
| ----- | --- | --------------- | --- |
| 1     | Тернопільський національний технічний університет імені Івана Пулюя                                                       |                 | вул. Руська, 56, м. Тернопіль, Тернопільська обл., 46001                                                                                       |
| 2     | Університет "Україна", м. Тернопіль                                                                                       |                 | вул. Лозовецька, 13, м.Тернопіль, Тернопільська обл. 46002, https://uu-te.com.ua [Архівовано 30 травня 2022 у Wayback Machine.], 067 890 30 61 |
| 3     | Чортківський інститут підприємництва і бізнесу Тернопільського національного економічного університету                    |                 | вул. Степана Бандери, 46, м. Чортків, Тернопільська обл., 48500                                                                                |
| 4     | Тернопільський національний економічний університет                                                                       |                 | вул. Львівська, 11, м. Тернопіль, Тернопільська обл., 46020                                                                                    |
| 5     | Тернопільський національний педагогічний університет імені Володимира Гнатюка                                             |                 | вул. М. Кривоноса, 2, м. Тернопіль, Тернопільська обл., 46027                                                                                  |
| 6     | Європейського університету фінансів, інформаційних систем, менеджменту і бізнесу (Відокремлений підрозділ у м. Тернопіль) |                 | просп. С. Бандери, 83, м. Тернопіль, Тернопільська обл., 46011                                                                                 |
| 7     | Тернопільський державний медичний університет імені І. Я. Горбачевського                                                  |                 | Майдан Волі, 1, м. Тернопіль, Тернопільська обл., 46001                                                                                        |
| 8     | Бережанський агротехнічний інститут                                                                                       |                 | вул. Академічна, 20, м. Бережани, Тернопільська обл., 47501                                                                                    |
| 9     | Тернопільський інститут економіки та підприємництва                                                                       |                 | просп. Злуки, 3а, м. Тернопіль, Тернопільська обл., 46024                                                                                      |
| 10    | Галицький інститут імені В’ячеслава Чорновола                                                                             |                 | вул. Б. Хмельницького, 15, м. Тернопіль, Тернопільська обл., 46001                                                                             |
| 11    | Тернопільський інститут соціальних та інформаційних технологій                                                            |                 | вул. Старий Поділ, 51, м. Тернопіль, Тернопільська обл., 46008                                                                                 |
| 12    | Тернопільський експериментальний інститут педагогічної освіти                                                             |                 | вул. Романа Купчинського, 5а, м. Тернопіль, Тернопільська обл., 46023                                                                          |
| 13    | Тернопільський комерційний інститут                                                                                       |                 | вул. Винниченка, 8, м. Тернопіль, Тернопільська обл., 46018                                                                                    |
| 14    | Кременецька обласна гуманітарно-педагогічна академія імені Тараса Шевченка                                                |                 | вул. Ліцейна, 1, м. Кременець, Тернопільська обл., 47003                                                                                       |